# 대한민국의 국보 (1990년대)

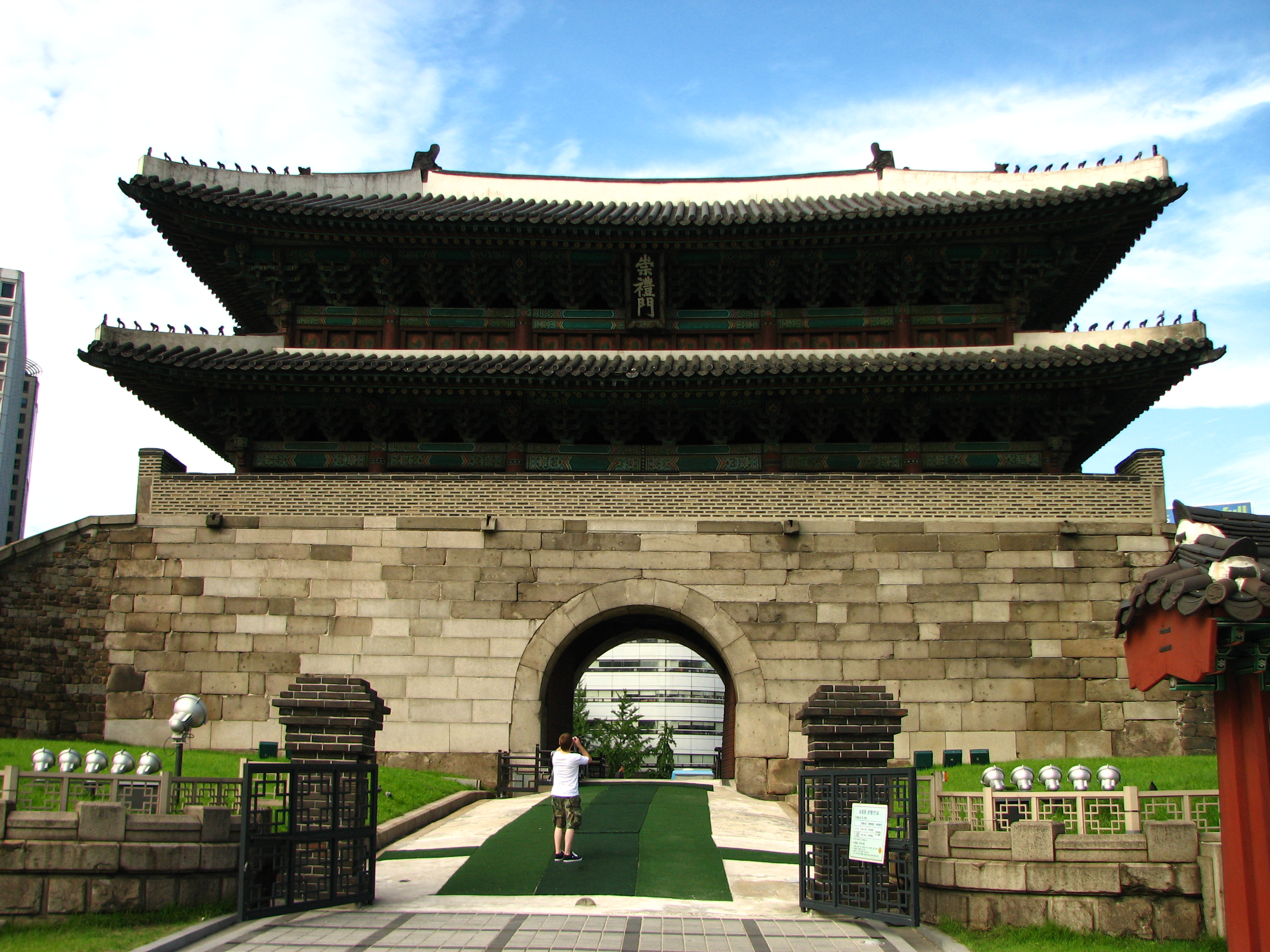
서울 숭례문(국보 제1호)

대한민국의 국보(大韓民國 國寶)는 대한민국에서, 건축물이나 유물 등의 유형 국가유산 가운데에 중요한 가치를 가져 보물로 지정될 만한 국가유산 가운데에서 인류문화적으로 가치가 크고 유례가 드문 것, 독특하고 희귀한 것 등으로 인정되어 따로 지정된 문화유산을 말한다.

## 지정 목록 (1990년대)
| 번호  | 사진 | 명칭 | 소재지                                                                                   | 관리자 (단체)                  | 지정일                                                           | 참조 |
| 252호 |      | 청자 음각‘효문’명 연화문 매병 (靑磁 陰刻‘孝文’銘 蓮花文 梅甁) (Celadon Prunus Vase with Incised Lotus Design and Inscription of "Hyomun")                                                                                            | 서울 용산구 이태원로55길 60-16, 삼성미술관 리움 (한남동)                                 | 삼성미술관 리움                | 1990년 5월 21일 지정                                             |      |
| 253호 |      | 청자 양각연화당초상감모란문 은테 발 (靑磁 陽刻蓮花唐草象嵌牡丹文 銀釦 鉢) (Celadon Bowl with Silver Lip, Lotus and Scroll Design in Relief, and Inlaid Peony Design)                                                                 | 서울 용산구 서빙고로 137, 국립중앙박물관 (용산동6가)                                     | 국립중앙박물관                 | 1990년 5월 21일 지정                                             |      |
| 254호 |      | 청자 음각연화문 유개매병 (靑磁 陰刻蓮花文 有蓋梅甁) (Celadon Lidded Prunus Vase with Incised Lotus Design) | 서울 서초구                                                                              | 이헌                           | 1990년 5월 21일 지정                                             |      |
| 255호 |      | 전 덕산 청동방울 일괄 (傳 德山 靑銅鈴一括) (Bronze Bells from Deoksan (Presumed)) | 서울 용산구 이태원로55길 60-16, 삼성미술관 리움 (한남동)                                 | 삼성미술관 리움                | 1990년 5월 21일 지정                                             |      |
| 256호 |      | 초조본 대방광불화엄경 주본 권1 (初雕本 大方廣佛華嚴經 周本 卷一) (Avatamsaka Sutra (The Flower Garland Sutra), Zhou Version, the First Tripitaka Koreana Edition, Volume 1)                                                          | 경기 용인시 기흥구 상갈로 6, 경기도박물관 (상갈동)                                       | 경기도박물관                   | 1990년 9월 20일 지정, 2010년 8월 25일 명칭변경                   |      |
| 257호 |      | 초조본 대방광불화엄경 주본 권29 (初雕本 大方廣佛華嚴經 周本 卷二十九) (Avatamsaka Sutra (The Flower Garland Sutra), Zhou Version, the First Tripitaka Koreana Edition, Volume 29)                                                    | 충북 단양군 구인사길 73 (영춘면, 구인사)                                                 | 대한불교천태종 구인사          | 1990년 9월 20일 지정, 2010년 8월 25일 명칭변경                   |      |
| 258호 |      | 백자 청화죽문 각병 (白磁 靑畵竹文 角甁) (White Porcelain Octagonal Bottle with Bamboo Design in Underglaze Cobalt Blue) | 서울 용산구                                                                              | 삼성미술관 리움                | 1991년 1월 25일 지정                                             |      |
| 259호 |      | 분청사기 상감운룡문 항아리 (粉靑沙器 象嵌雲龍文 立壺) (Buncheong Jar with Inlaid Cloud and Dragon Design) | 서울 용산구 서빙고로 137, 국립중앙박물관 (용산동6가)                                     | 국립중앙박물관                 | 1991년 1월 25일 지정                                             |      |
| 260호 |      | 분청사기 박지철채모란문 자라병 (粉靑沙器 剝地鐵彩牡丹文 扁甁) (Buncheong Turtle-shaped Bottle with Sgraffito Peony Design in Underglaze Iron)                                                                                        | 서울 용산구 서빙고로 137, 국립중앙박물관 (용산동6가)                                     | 국립중앙박물관                 | 1991년 1월 25일 지정                                             |      |
| 261호 |      | 백자 유개항아리 (白磁 有蓋壺) (White Porcelain Lidded Jar) | 서울 용산구 이태원로55길 60-16, 삼성미술관 리움 (한남동)                                 | 삼성미술관 리움                | 1991년 1월 25일 지정                                             |      |
| 262호 |      | 백자 달항아리 (白磁 壺) (White Porcelain Moon Jar) | 경기 용인시 처인구 용인대학로 134, 용인대학교 박물관 (삼가동)                            | 용인대학교                     | 1991년 1월 25일 지정                                             |      |
| 263호 |      | 백자 청화산수화조문 항아리 (白磁 靑畵山水花鳥文 立壺) (White Porcelain Jar with Landscape, Flower and Bird Design in Underglaze Cobalt Blue)                                                                                         | 경기 용인시 처인구 용인대학로 134, 용인대학교박물관 (삼가동)                             | 용인대학교                     | 1991년 1월 25일 지정                                             |      |
| 264호 |      | 포항 냉수리 신라비 (浦項 冷水里 新羅碑) (Silla Monument in Naengsu-ri, Pohang) | 경북 포항시 북구 신광면 토성리 342-1 신광면사무소                                        | 포항시                         | 1991년 3월 15일 지정, 2010년 12월 27일 명칭변경                  |      |
| 265호 |      | 초조본 대방광불화엄경 주본 권13 (初雕本 大方廣佛華嚴經 周本 卷十三) (Avatamsaka Sutra (The Flower Garland Sutra), Zhou Version, the First Tripitaka Koreana Edition, Volume 13)                                                      | 서울 종로구                                                                              | 김종규                         | 1991년 7월 12일 지정, 2010년 8월 25일 명칭변경                   |      |
| 266호 |      | 초조본 대방광불화엄경 주본 권2,75 (初雕本 大方廣佛華嚴經 周本 卷二, 七十五) (Avatamsaka Sutra (The Flower Garland Sutra), Zhou Version, the First Tripitaka Koreana Edition, Volumes 2 and 75)                                       | 서울 관악구 남부순환로152길 53, 호림박물관 (신림동,호림박물관)                           | 호림박물관                     | 1991년 7월 12일 지정, 2010년 8월 25일 명칭변경                   |      |
| 267호 |      | 초조본 아비달마식신족론 권12 (初雕本 阿毗達磨識身足論 卷十二) (Abhidharma vijnana kaya pada Sastra (Discourse on Consciousness Body), the First Tripitaka Koreana Edition, Volume 12)                                                | 서울 관악구 남부순환로152길 53, 호림박물관 (신림동,호림박물관)                           | 호림박물관                     | 1991년 7월 12일 지정, 2010년 8월 25일 명칭변경                   |      |
| 268호 |      | 초조본 아비담비파사론 권11, 17 (初雕本 阿毗曇毗婆沙論 卷十一, 十七) (Abhidharma vibhasa Sastra (Explanatory of the Abhidharma), the First Tripitaka Koreana Edition, Volumes 11 and 17)                                              | 서울 관악구 남부순환로152길 53, 호림박물관 (신림동,호림박물관)                           | 호림박물관                     | 1991년 7월 12일 지정, 2010년 8월 25일 명칭변경                   |      |
| 269호 |      | 초조본 불설최상근본대락금강불공삼매대교왕경 권6 (初雕本 佛說最上根本大樂金剛不空三昧大敎王經 卷六) (Ardhasatika prajnaparamita Sutra, the First Tripitaka Koreana Edition, Volume 6)                                                 | 서울 관악구 남부순환로152길 53, 호림박물관 (신림동,호림박물관)                           | 호림박물관                     | 1991년 7월 12일 지정, 2010년 8월 25일 명칭변경                   |      |
| 270호 |      | 청자 모자원숭이모양 연적 (靑磁 母子猿形 硯滴) (Celadon Water Dropper in the Shape of Mother and Baby Monkeys) | 서울 성북구 성북로 102-11, 간송미술관 (성북동)                                           | 간송미술관                     | 1992년 4월 20일 지정                                             |      |
| 271호 |      | 초조본 현양성교론 권12 (初雕本 顯揚聖敎論 卷十二) (Prakaranaryavaca Sastra (Acclamation of the Holy Teaching), the First Tripitaka Koreana Edition, Volume 12)                                                                       | 서울 용산구 서빙고로 137, 국립중앙박물관 (용산동6가)                                     | 국립중앙박물관                 | 1992년 4월 20일 지정, 2010년 8월 25일 명칭변경                   |      |
| 272호 |      | 초조본 유가사지론 권32 (初雕本 瑜伽師地論 卷三十二) (Yogacarabhumi Sastra (Discourse on the Stages of Yogic Practice), the First Tripitaka Koreana Edition, Volume 32)                                                               | 서울 용산구 서빙고로 137, 국립중앙박물관 (용산동6가)                                     | 국립중앙박물관                 | 1992년 4월 20일 지정, 2010년 8월 25일 명칭변경                   |      |
| 273호 |      | 초조본 유가사지론 권15 (初雕本 瑜伽師地論 卷十五) (Yogacarabhumi Sastra (Discourse on the Stages of Yogic Practice), the First Tripitaka Koreana Edition, Volume 15)                                                                 | 서울 용산구 서빙고로 137, 국립중앙박물관 (용산동6가)                                     | 국립중앙박물관                 | 1992년 7월 28일 지정, 2010년 8월 25일 명칭변경                   |      |
| 274호 |      | 귀함별황자총통(1596년조) (龜艦別黃字銃筒(1596年造)) | 경남 창원시 앵곡동 해군사관학교박물관                                                    | 해군사관학교                   | 1992년 9월 4일 지정, 1996년 8월 31일 해제, 해제사유: 모조품      |      |
| 275호 |      | 도기 기마인물형 뿔잔 (陶器 騎馬人物形 角杯) (Earthenware Horn Cup in the Shape of a Warrior on Horseback) | 경북 경주시 일정로 186, 국립경주박물관 (인왕동,국립경주박물관)                           | 국립경주박물관                 | 1993년 1월 15일 지정                                             |      |
| 276호 |      | 초조본 유가사지론 권53 (初雕本 瑜伽師地論 卷五十三) (Yogacarabhumi Sastra (Discourse on the Stages of Yogic Practice), the First Tripitaka Koreana Edition, Volume 53)                                                               | 인천 연수구 청량로102번길 40-9, 가천박물관 (옥련동)                                      | 가천박물관                     | 1993년 4월 27일 지정, 2010년 8월 25일 명칭변경                   |      |
| 277호 |      | 초조본 대방광불화엄경 주본 권36 (初雕本 大方廣佛華嚴經 周本 卷三十六) (Avatamsaka Sutra (The Flower Garland Sutra), Zhou Version, the First Tripitaka Koreana Edition, Volume 36)                                                    | 강원 원주시                                                                              | (주)한솔제지                   | 1993년 4월 27일 지정, 2010년 8월 25일 명칭변경                   |      |
| 278호 |      | 태종11년이형원종공신록권부함 (太宗十一年李衡原從功臣錄券附函) | 충북 영동군 (국립고궁박물관 보관)                                                        | 이태섭, 이기철                 | 1993년 4월 27일 지정, 2010년 8월 25일 해제, 보물 제1657호로 강등 |      |
| 279호 |      | 초조본 대방광불화엄경 주본 권74 (初雕本 大方廣佛華嚴經 周本 卷七十四) (Avatamsaka Sutra (The Flower Garland Sutra), Zhou Version, the First Tripitaka Koreana Edition, Volume 74)                                                    | 충북 단양군                                                                              | 대＊＊＊                       | 1993년 6월 15일 지정, 2010년 8월 25일 명칭변경                   |      |
| 280호 |      | 성거산 천흥사명 동종 (聖居山天興寺銘銅鍾) (Bronze Bell with Inscription of "Cheonheungsa Temple" in Seonggeosan Mountain) | 서울 용산구 서빙고로 137, 국립중앙박물관 (용산동6가)                                     | 국립중앙박물관                 | 1993년 9월 10일 지정                                             |      |
| 281호 |      | 백자 병형 주전자 (白磁 甁形 注子) (White Porcelain Bottle-shaped Ewer) | 서울 관악구 남부순환로152길 53, 호림박물관 (신림동,호림박물관)                           | 호림박물관                     | 1993년 9월 10일 지정                                             |      |
| 282호 |      | 영주 흑석사 목조아미타여래좌상 및 복장유물 (榮州 黑石寺 木造阿彌陀如來 坐像 및 腹藏遺物) (Wooden Seated Amitabha Buddha and Excavated Relics of Heukseoksa Temple, Yeongju)                                                          | 경북 영주시 이산면 이산로 390-40, 흑석사, 대구 수성구 청호로 321 국립대구박물관 (석포리) | 흑석사, 국립대구박물관         | 1993년 11월 5일 지정, 2010년 6월 28일 명칭변경                   |      |
| 283호 |      | 통감속편 (通鑑續編) (Tonggam sokpyeon (Supplement to the Comprehensive Mirror for Aid in Government)) | 경기 성남시 분당구 하오개로 323, 한국학중앙연구원 (운중동)                               | 한국학중앙연구원               | 1995년 3월 10일 지정                                             |      |
| 284호 |      | 초조본 대반야바라밀다경 권162, 170, 463 (初雕本 大般若波羅蜜多經 卷一百六二, 一百七十, 四百六十三) (Maha prajnaparamita Sutra (Perfection of Transcendental Wisdom), the First Tripitaka Koreana Edition, Volumes 162, 170, and 463) | 서울 강남구                                                                              | 코리아나 화장박물관            | 1995년 3월 10일 지정, 2010년 8월 25일 명칭변경                   |      |
| 285호 |      | 울주 대곡리 반구대 암각화 (蔚州 大谷里 盤龜臺 岩刻畫) (Petroglyphs of Bangudae Terrace in Daegok-ri, Ulju) | 울산 울주군 언양읍 반구대안길 285 (대곡리 991번지)                                       | 울주군                         | 1995년 6월 23일 지정, 2010년 12월 27일 명칭변경                  |      |
| 286호 |      | 백자 ‘천’ ‘지’ ‘현’ ‘황‘명 발 (白磁 ‘天’‘地’‘玄’‘黃’銘 鉢) (White Porcelain Bowls with Inscription of "Cheon (天)," "Ji (地)," "Hyeon (玄)," and "Hwang (黃)")                                                                       | 서울 용산구 이태원로55길 60-16, 삼성미술관 리움 (한남동)                                 | 삼성미술관 리움                | 1995년 12월 4일 지정                                             |      |
| 287호 |      | 백제 금동대향로 (百濟金銅大香爐) (Great Gilt-bronze Incense Burner of Baekje) | 충남 부여군 부여읍 금성로 5, 국립부여박물관 (동남리,국립부여박물관)                      | 국립부여박물관                 | 1996년 5월 30일 지정                                             |      |
| 288호 |      | 부여 능산리사지 석조사리감 (扶餘 陵山里寺址 石造舍利龕) (Stone Reliquary from Temple Site in Neungsan-ri, Buyeo) | 충남 부여군 부여읍 금성로 5, 국립부여박물관 (동남리,국립부여박물관)                      | 국립부여박물관                 | 1996년 5월 30일 지정                                             |      |
| 289호 |      | 익산 왕궁리 오층석탑 (益山 王宮里 五層石塔) (Five-story Stone Pagoda in Wanggung-ri, Iksan) | 전북 익산시 왕궁면 왕궁리 산80-1                                                         | 익산시                         | 1997년 1월 1일 지정, 2010년 12월 27일 명칭변경                   |      |
| 290호 |      | 양산 통도사 대웅전 및 금강계단 (梁山 通度寺 大雄殿 및 金剛戒壇) (Daeungjeon Hall and Ordination Platform of Tongdosa Temple, Yangsan)                                                                                                | 경남 양산시 하북면 통도사로 108, 통도사 (지산리)                                         | 통도사                         | 1997년 1월 1일 지정                                              |      |
| 291호 |      | 용감수경 권3~4 (龍龕手鏡 卷三~四) (Yonggam sugyeong (The Handy Mirror in the Dragon Shrine), Volumes 3 and 4) | 서울 성북구 안암로 145, 중앙도서관 (안암동5가,고려대학교안암캠퍼스(인문사회계))          | 고려대학교 중앙도서관          | 1997년 1월 1일 지정, 2010년 8월 25일 명칭변경                    |      |
| 292호 |      | 평창 상원사 중창권선문 (平昌 上院寺 重創勸善文) (Documents of Sangwonsa Temple, Pyeongchang) | 강원 평창군 진부면 동산리 63 월정사 성보박물관                                           | 월정사 성보박물관              | 1997년 1월 1일 지정, 2010년 8월 25일 명칭변경                    |      |
| 293호 |      | 부여 규암리 금동관음보살입상 (扶餘 窺岩里 金銅觀音菩薩立像) (Gilt-bronze Standing Avalokitesvara Bodhisattva from Gyuam-ri, Buyeo)                                                                                                   | 충남 부여군 부여읍 금성로 5, 국립부여박물관 (동남리,국립부여박물관)                      | 국립부여박물관                 | 1997년 1월 1일 지정, 2010년 6월 28일 명칭변경                    |      |
| 294호 |      | 백자 청화철채동채초충문 병 (白磁 靑畵鐵彩銅彩草蟲文 甁) (White Porcelain Bottle with Grass and Insect Design in Underglaze Iron, Copper, and Cobalt Blue)                                                                            | 서울 성북구 성북로 102-11, 간송미술관 (성북동,간송미술관)                                | 간송미술관                     | 1997년 1월 1일 지정                                              |      |
| 295호 |      | 나주 신촌리 금동관 (羅州 新村里 金銅冠) (Gilt-bronze Crown from Sinchon-ri, Naju) | 전라남도 나주시 반남면 신촌리 277, 국립나주박물관(신촌리, 국립나주박물관)                | 국립나주박물관                 | 1997년 9월 22일 지정                                             |      |
| 296호 |      | 칠장사오불회괘불탱 (七長寺五佛會掛佛幀) (Hanging Painting of Chiljangsa Temple (Five Buddhas)) | 경기 안성시 죽산면 칠장로 399-18, 칠장사 (칠장리)                                        | 칠장사                         | 1997년 9월 22일 지정                                             |      |
| 297호 |      | 안심사 영산회 괘불탱 (安心寺 靈山會 掛佛幀) (Hanging Painting of Ansimsa Temple (The Vulture Peak Assembly)) | 충북 청원군 남이면 사동길 169-28, 안심사 (사동리)                                        | 안심사                         | 1997년 9월 22일 지정                                             |      |
| 298호 |      | 갑사삼신불괘불탱 (甲寺三身佛掛佛幀) (Hanging Painting of Gapsa Temple (Buddha Triad)) | 충남 공주시 계룡면 갑사로 567-3 갑사                                                     | 갑사                           | 1997년 9월 22일 지정                                             |      |
| 299호 |      | 신원사노사나불괘불탱 (新元寺盧舍那佛掛佛幀) (Hanging Painting of Sinwonsa Temple (Rocana Buddha)) | 충남 공주시 계룡면 신원사동길 1, 신원사 (양화리)                                         | 신원사                         | 1997년 9월 22일 지정                                             |      |
| 300호 |      | 장곡사미륵불괘불탱 (長谷寺彌勒佛掛佛幀) (Hanging Painting of Janggoksa Temple (Maitreya Buddha)) | 충남 청양군 대치면 장곡길 241, 장곡사 (장곡리)                                           | 장곡사                         | 1997년 9월 22일 지정                                             |      |
| 301호 |      | 화엄사영산회괘불탱 (華嚴寺靈山會掛佛幀) (Hanging Painting of Hwaeomsa Temple (The Vulture Peak Assembly)) | 전남 구례군 마산면 화엄사로 539, 화엄사 (황전리)                                         | 화엄사                         | 1997년 9월 22일 지정                                             |      |
| 302호 |      | 청곡사영산회괘불탱 (靑谷寺靈山會掛佛幀) (Hanging Painting of Cheonggoksa Temple (The Vulture Peak Assembly)) | 경남 진주시 금산면 월아산로1440번길 138, 청곡사문화박물관 (갈전리)                       | 청곡사문화박물관               | 1997년 9월 22일 지정                                             |      |
| 303호 |      | 승정원일기 (承政院日記) (Seungjeongwon ilgi (Diaries of the Royal Secretariat)) | 서울 관악구                                                                              | 서울대학교 규장각 한국학연구원 | 1999년 4월 9일 지정                                              |      |

## 같이 보기
- 한국의 선사 시대
- 한국의 역사
- 한국의 문화
- 조선민주주의인민공화국의 국보